# Monte Hope
Il monte Hope (in inglese Mount Hope) è una montagna ai piedi del Ghiacciaio Beardmore, Barriera di Ross in Antartide.
Localizzato a una latitudine di 83° 31′ S ed una longitudine di 171° 16′ E, segna il limite occidentale del ghiacciaio Beardmore con la barriera di Ross. 
Venne scoperto il 3 dicembre 1908 da Ernest Henry Shackleton durante la spedizione Nimrod (1907-1909) e venne chiamato Hope ("speranza", in lingua inglese) perché Shackleton, superato l'ostacolo, sperava di trovare una facile strada per il Polo Sud.
Tre anni più tardi il capitano Robert Falcon Scott, durante la "competizione" con Roald Amundsen per il raggiungimento del Polo Sud, seguì lo stesso percorso iniziale di Shackleton sul monte Hope, ma l'intera spedizione perì sulla via del ritorno.
Il monte Hope venne designato come luogo del deposito finale di approvvigionamento a sostegno della fallita Spedizione Endurance nel 1916. 